# Madlur, Parasgad
Madlur là một làng thuộc tehsil Parasgad, huyện Belgaum, bang Karnataka, Ấn Độ.